# Euro 1
Euro 1 è un insieme di standard sulle emissioni che si applica ai veicoli stradali nuovi immatricolati nell'Unione europea dal 1993 (omologazione dal 1992).

## Descrizione
Nell'ambito di una politica volta a ridurre l'inquinamento atmosferico e sulla base degli studi relativi alla chimica ambientale sugli inquinanti di fonte veicolare, limita le emissioni per i diversi veicoli; inoltre per i mezzi diesel, si ha il limite di polveri fini (non vengono stabiliti limiti di emissione per le vetture a benzina poiché la combustione di tale carburante ne produce in quantità minima).
Lo standard è stato superato dall'Euro 2.

## Limiti
| Mezzo/classe veicolo                                                                     | Motorizzazione | CO            | HC              | NOx             | Particolato                                | Unità di misura |
| ---------------------------------------------------------------------------------------- | -------------- | ------------- | --------------- | --------------- | ------------------------------------------ | --------------- |
| Ciclomotore                                                                              | qualsiasi      | 6             | 3 (HC + NOx)    | 3 (HC + NOx)    |                                            | g/km            |
| Motociclo                                                                                | 2 T            | 8             | 4               | 0,1             |                                            | g/km            |
| Motociclo                                                                                | 4 T            | 13            | 3               | 0,3             |                                            | g/km            |
| Autoveicolo                                                                              | Benzina        | 2,72          | 0,97 (HC + NOx) | 0,97 (HC + NOx) |                                            | g/km            |
| Autoveicolo                                                                              | Diesel         | 2,72          | 0,97 (HC + NOx) | 0,97 (HC + NOx) | 0,14                                       | g/km            |
| Autocarri leggeri M                                                                      | qualsiasi      | 2,72          | 0,97 (HC + NOx) | 0,97 (HC + NOx) | 0,14                                       | g/kWh           |
| Autocarri leggeri N ≤ 1.250 kg Autocarri leggeri ≤ 1.700 kg Autocarri leggeri > 1.700 kg | qualsiasi      | 2,72 5,17 6,9 | 0,97 1,4 1,7    | 0,97 1,4 1,7    | 0,14 0,19 0,25                             | g/kWh           |
| Autocarri pesanti                                                                        | qualsiasi      | 4,5           | 1,1             | 8               | 0,36 1,7 se il motore è di potenza ≤ 85 kW | g/kWh           |

## Normative di riferimento
Sono Euro 1 tutti i veicoli a benzina immatricolati dopo il 1º gennaio 1993, poiché per legge devono rispettare le norme di seguito riportate.
Sono Euro 1 i veicoli a benzina immatricolati prima del 1º gennaio 1993 se rispettano una delle seguenti norme:
- 83/351 CE rif. 91/441 CE
- 88/77 CE rif. 91/441 CE
- 88/436 CE rif. 91/441 CE
- 89/458 CE rif. 91/441 CE
- 91/441 CE
- 91/542 CE punto 6.2.1.A
- 93/59 CEE con catalizzatore

Sono Euro 1 i motocicli e ciclomotori immatricolati dopo il 17 giugno 1999 che rispettano la seguente norma:
- 97/24 CE cap. 5